# Merionoeda melanocephala
Merionoeda melanocephala là một loài bọ cánh cứng trong họ Cerambycidae.